# Мілічани
Мілічани (хорв. Miličani) — населений пункт у Хорватії, у Копривницько-Крижевецькій жупанії у складі громади Соколоваць.

## Населення
Населення за даними перепису 2011 року становило 147 осіб.
Динаміка чисельності населення поселення: